# Saga Fagrskinna
Fagrskinna es una de las sagas reales, escrita alrededor del año 1220. Adopta el nombre que le dio Þormóður Torfason en el siglo XVII de uno de los manuscritos que comprende la recopilación, Fagrskinna que significa «pergamino justo» y también se encuentran en otro manuscrito conocido como Nóregs konunga tal. El compendio original fue destruido en el gran incendio de Copenhague de 1728 pero se han conservado algunas copias. Es una de las fuentes principales para la composición de la Heimskringla de Snorri Sturluson. Fagrskinna es el texto central en su género. Contiene la historia vernácula de Noruega entre los siglos IX al XII, e incluye una extensa referencia de versos escáldicos, algunos únicos y que no se han preservado en otras fuentes. Muestra especial énfasis en las batallas, en particular la batalla de Hjörungavágr y la batalla de Svolder, pero sin embargo omite la batalla de Stiklestad. 
A menudo se cita la obra como escrita por un noruego o un islandés. Hasta cierto punto, el autor asume un papel de historiador sensato y omite material sobrenatural o no plausible. 
Al margen de la importancia en poesía escáldica y la tradición oral popular, el autor usó y se basó ampliamente en los escritos de las sagas reales. Las siguientes fuentes han sido propuestas como las más decisivas:
1. un trabajo actualmente perdido del sacerdote islandés Sæmundr fróði Sigfússon (1056-1133)
2. una versión perdida de Ágrip af Nóregskonungasögum (aprox. 1190)
3. un trabajo sinóptico sobre los primeros reyes noruegos (aprox. 1200-1220)
4. una versión perdida de la saga Jomsvikinga (aprox. 1200)
5. Saga Hlaðajarla (aprox. 1200)
6. Óláfs saga Tryggvasonar de Oddr Snorrason (aprox. 1190)
7. una versión perdida de Óláfs saga helga
8. Knúts saga ríka (aprox. 1200)
9. Morkinskinna (aprox. 1220)
10. la saga perdida Hryggjarstykki (aprox. 1150)

## Ediciones y traducciones
- Bjarni Einarsson (ed.). Ágrip af Nóregskonungasogum: Fagrskinna – Nóregs konunga tal. Reykjavik, 1984.
- Jónsson, Finnur (ed.). Fagrskinna. Nóregs Kononga Tal. Copenhague, 1902-3. PDF available from septentrionalia.net
- Munch, P.A. and C.R. Unger (eds.). Fagrskinna. Kortfattet Norsk Konge-saga. Christiania, 1847. Scans available from sagnanet.is
- Finlay, Alison (tr.). Fagrskinna: A Catalogue of the Kings of Norway. Leiden: Brill Academic Publishers, 2004. [Based primarily on Einarsson’s 1984 edition] ISBN 90-04-13172-8